# Donato Creti
Donato Creti (Cremona, 24 febbraio 1671 – Bologna, 29 gennaio 1749) è stato un pittore italiano tra i più grandi del Settecento europeo.

## Biografia

### Nascita ed esordi
Donato Creti nasce a Cremona dal pittore quadraturista Giuseppe e dalla cremonese Anna Caffi, cognata della celebre naturamortista Margherita Caffi.
Scarse sono le notizie sull'infanzia di Donato, dopo il rientro a Bologna della famiglia nel 1673.

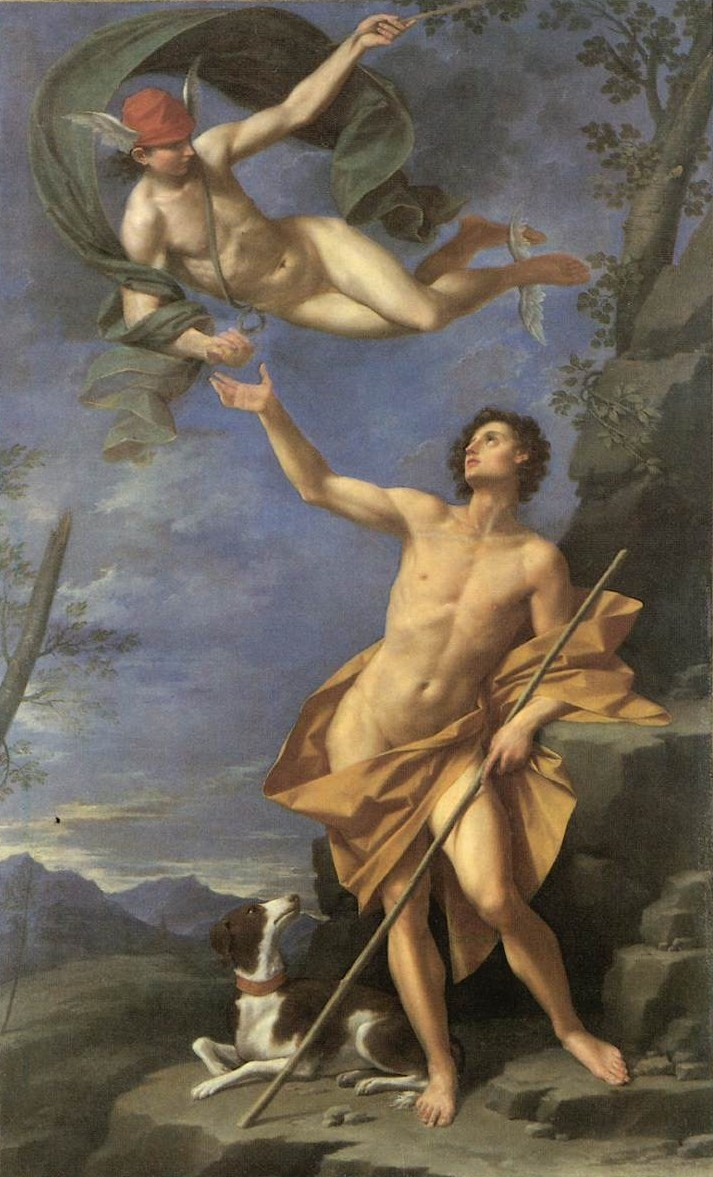
Mercurio e Paride, Collezioni Comunali d'Arte, Bologna

Dato l'ambiente in cui viveva, il fanciullo manifestò una precoce disposizione al disegno, inducendo il padre a collocarlo nella bottega del pittore Giorgio Raparini, dove si appassionò ai fogli di Guido Reni e di Simone Cantarini.
Avendo prodotto una favorevole impressione nel pittore Gerolamo Negri detto il Boccia, questi persuase il padre di Donato a collocarlo nella prestigiosa Accademia del Nudo tenuta in casa propria dal celebre pittore Lorenzo Pasinelli.
Pare dovuto al fatto che, essendo il più giovane tra gli allievi, il piccolo Donato fosse chiamato nell'ambiente "Ragazzino".
Frequentava l'Accademia per diletto e passione familiare anche Pietro Ercole Fava, figlio di uno dei più distinti nobiluomini bolognesi, il senatore conte Alessandro.
Palazzo Fava, che poteva vantare il prestigioso ciclo pittorico dei Carracci con le Storie di Giasone e Medea, era considerato un tempio della pittura bolognese, e lo stesso conte Alessandro esercitava un illuminato mecenatismo ricevendo al suo interno i migliori artisti cittadini.
Incuriosito dalle lusinghiere impressioni del figlio, invitò a casa propria Donato, allora quattordicenne, invitandolo a proporgli un saggio della sua abilità nel disegno.
Il risultato fu che il conte Alessandro concepì una grande ammirazione per il talento di Donato e da allora lo ospitò a casa propria assieme al figlio, per seguirne e patrocinarne l'educazione artistica.
Fino a quel momento Donato non aveva ancora iniziato a dipingere, ma da quel momento si diede ad una copiosa attività, dipingendo numerose tele, la maggior parte delle quali era gelosamente conservata dal Conte Fava nel proprio palazzo, e a diciassette anni (1688) lo stesso conte affidò a Donato la decorazione di una sala contigua (oggi perduta) a quella affrescata dai Carracci.
Molti disegni e dipinti del Creti portano sul retro le annotazioni del conte Fava, che inventariava e datava con amore le opere che Donato produceva.  È di questo periodo il primo dipinto sicuramente pervenutoci raffigurante un Fanciullo con due candele in mano, riportante sul retro la scritta "1688 - Donato Cretti fece. A.FA.".
Pressoché coevo è l'"Autoritratto", in cui Donato si rappresenta come un avvenente giovanetto dall'espressione sognante e dalla chioma vaporosa. La pennellata è soffusa ed è ancora lontana la rarefatta nitidezza che costituirà il marchio distintivo del Creti.

## Carriera artistica
Ai primi del Settecento Creti fu a Venezia in compagnia di Pietro Ercole Fava. Nel 1713 si sposò con Francesca Zani, che morì sei anni più tardi, lasciando il pittore con tre figli.
Tra le molte commissioni ecclesiastiche che il Creti ebbe si ricordano la pala d'altare Incoronazione della Vergine e i dipinti Madonna e S. Ignazio (1737), L'elemosina di S. Carlo Borromeo (1740), Sogno di Giobbe e Salomone e la regina di Saba.
Fu però nei dipinti di soggetto mitologico e pastorale che l'arte del Creti raggiunge i migliori risultati di raffinatezza di tratto e precisione di contorno. A questo proposito sono degne di menzione Alessandro Magno minacciato dal padre Filippo di Macedonia, Episodi della storia di Achille, Scene campestri e Ballo di ninfe e inumerosi contributi come figurista ai Tombeaux des Princes.
Dal 1711 Creti realizzò otto dipinti raffiguranti l'Osservazione di un astro.
Donato Creti fu nominato principe dell'Accademia Clementina nel 1728. Nel 1733 dipinte la pala d'altare Battesimo di Cristo per la basilica di Sant'Alessandro, ora conservata nella sagrestia del duomo.

## Opere

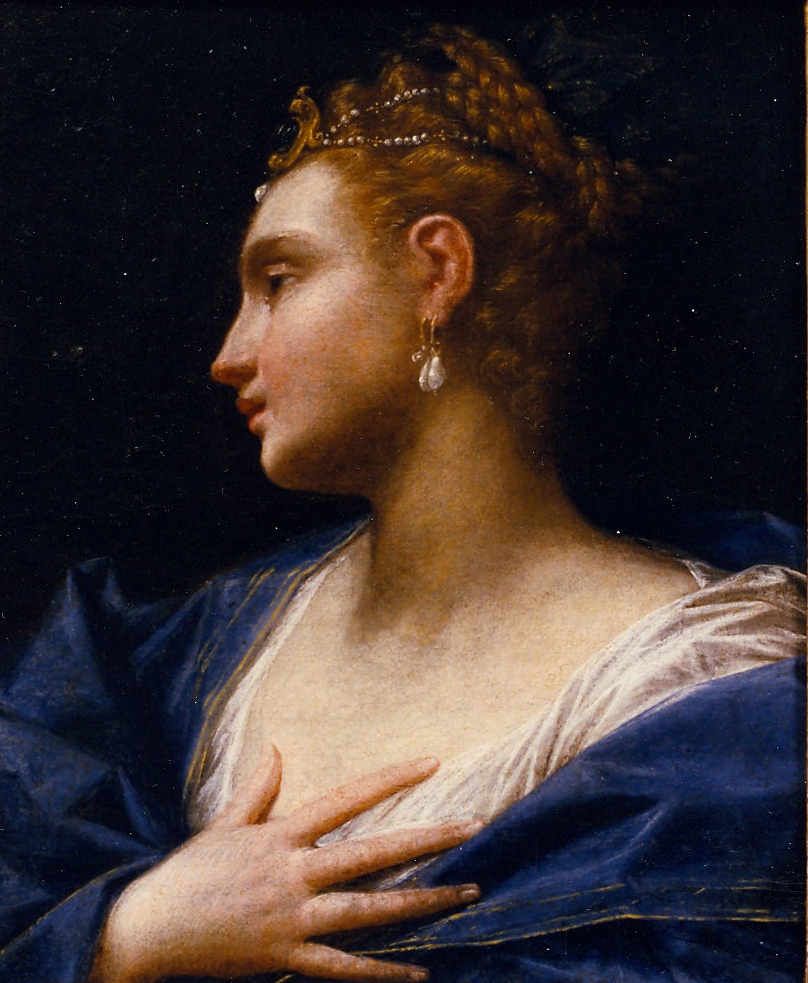
Donato Creti, Testa di fanciulla riccamente abbigliata, sec. XVIII (1710 - 1725), Museo Civico di Modena

- Donato Creti, Testa di fanciulla riccamente abbigliata, sec. XVIII (1710 - 1725), Museo Civico di Modena1710-1725, Testa di fanciulla riccamente abbigliata, Museo civico di Modena
- 1727, Immacolata Concezione e angeli, olio su tela, commissionata per la Cappella dell'Immacolata Concezione della chiesa di San Francesco d'Assisi, rifiutata dai palermitani e riscattata dai cittadini di Polizzi (Gioacchino Di Giovanni). Tela documentata nella chiesa di San Francesco d'Assisi del convento dell'Ordine dei frati minori conventuali, oggi Auditorium comunale e attualmente custodita nella chiesa di San Gandolfo La Povera o chiesa del Collegio di Polizzi Generosa;
- 1731 Santa Francesca Romana presenta al suo confessore e il Bambino Gesù conservato nell'archivio Arcivescovile di Lucca.